# Epidendrum sect. Polycladia
Epidendrum sect. Polycladia Rchb.f. 1861 es una sección del subgénero E. subg. Amphiglottium Lindl. del género Epidendrumen la familia Orchidaceae.  Las plantas en esta sección difieren de las plantas en las otras secciones de E. subg. Amphiglottium por tener verdaderas inflorescencias paniculadas: la E. sect. Holochila se caracteriza por las inflorescencias racemosas y un labelo indiviso, y la sección E. sect. Schistochila se caracteriza por las inflorescencias racemosas y un labio lobulado.
Al igual que los otros miembros de E. subg. Amphiglottium, los miembros de Epidendrum sect. Polycladia "poseen un tallo largo con hojas dísticas, la ausencia de cualquier tendencia a formar pseudobulbos, un pedúnculo cubierto de vainas estrechas, y un labelo totalmente unido a la columna."
Lindley anticipó la sección  Epidendrum sect. Polycladia publicando E. porphyreum bajo el título  "AMPHIGLOTTIUM; floribus paniculatis.
Reichenbach colocó 16 especies en esta Sección. Las siguientes especies son reconocidas por Kew (los números de página hacen referencia a Reichenbach 1861):

## Especies
- E. blepharistes Barker ex. Lindl. (1844) incluyendo E. funkii Rchb.f. (1850) en pp. 377-378 and E. brachycladium Lindl.(1853) en p. 379
- E. compressum  Griseb. (1864), including E. laxum Popp. & Endl.(1836) nom. illeg. en p. 377
- E. densiflorum  Hook. (1840), incluyendo E. polyanthum var. densiflorum (Hook.) Lindl.(1853) y E. rubrocinctum Lindl.(1843) incluida por Muller in E. polyanthum.
- E. haenkeanum   C.Presl. (1827) (p. 378)
- E. hymenodes Lindl. (1853)  (p. 378)
- E. lignosum Lex. (1825)  (p. 380)
- E. martianum Lindl.  (p. 380)
- E. myrianthum Lindl.(1853) (p. 378-379)
- E. nutans Sw. (1788)  (p. 376)
- E. pallidiflorum Hook. (1830) (p. 378)
- E. paniculatum Ruiz & Pav. (1798) (p. 376), including E. fastigiatum Lindl.(1853) nom. illeg.(p. 376-377)
- E. polyanthum Lindl. (1831) (p. 379-380)
- E. porphyreum Lindl. (1841) (p. 377)
- E. saxatile Lindl. (1841), que Reichenbach 1861 listó como E. miersii Lindl.(1853) en p. 378